# Sankt Florian (Italië)
Sankt Florian (San Floriano) is een gehucht dat deel uitmaakt van Obereggen, een dorp in de gemeente Deutschnofen (Nova Ponente), in de provincie Zuid-Tirol in de regio Trentino-Zuid Tirol in Italië.
Sankt Florian ligt tussen Obereggen zelf en het gehucht Zapf. Er is een kapel met doksaal in de wijk (de enige kapel van Obereggen), en een klein aantal pensions. Sankt Florian ligt op een hoogte van circa 1250 meter, iets ten noorden van de weg SS620. De plaats is per auto bereikbaar. Het centrum biedt uitzicht op de Latemar achter Obereggen.

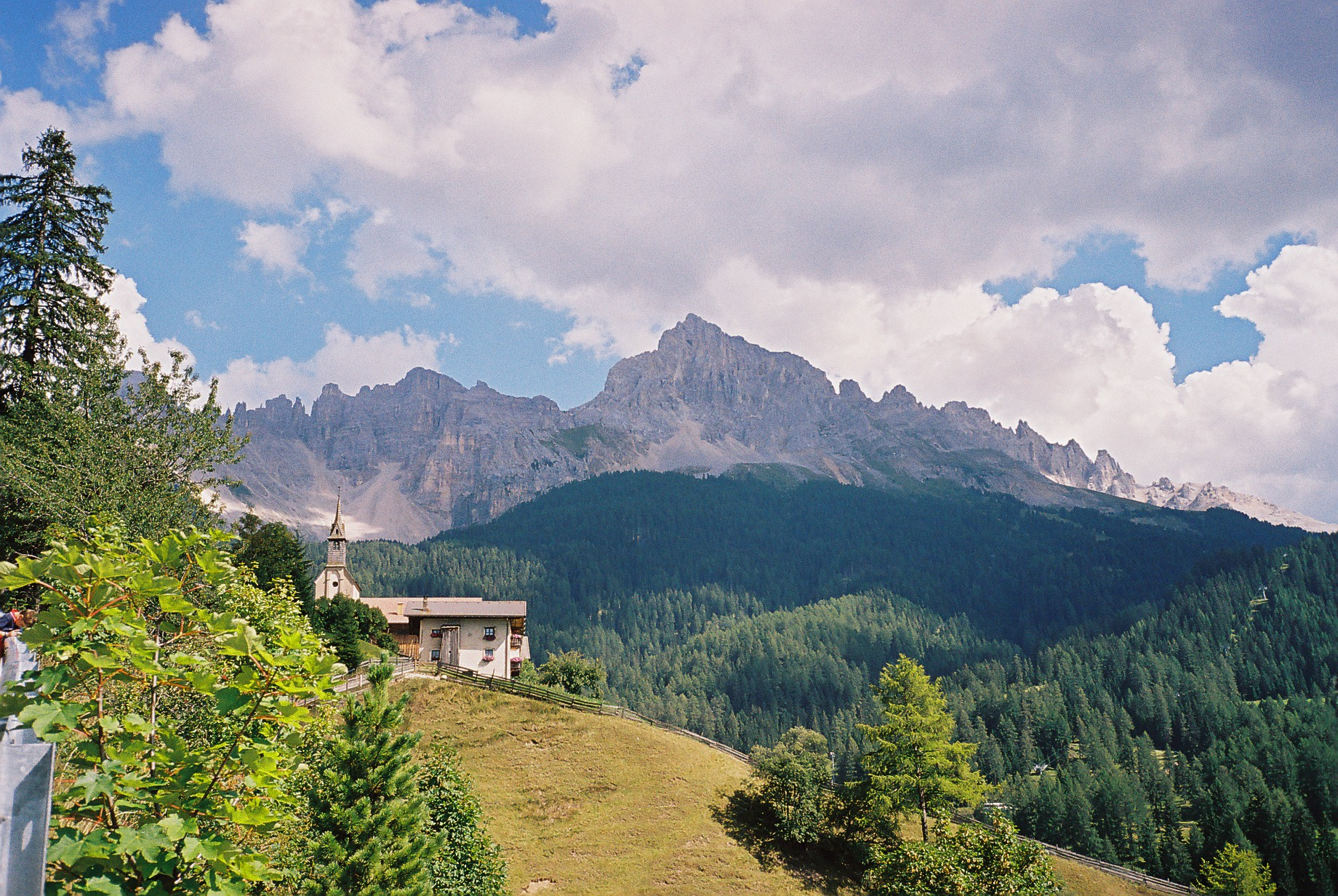
De Latemar vanuit Sankt Florian in 2004. Links is de Sint-Florianuskapel te zien, gewijd aan Florianus van Lorch.
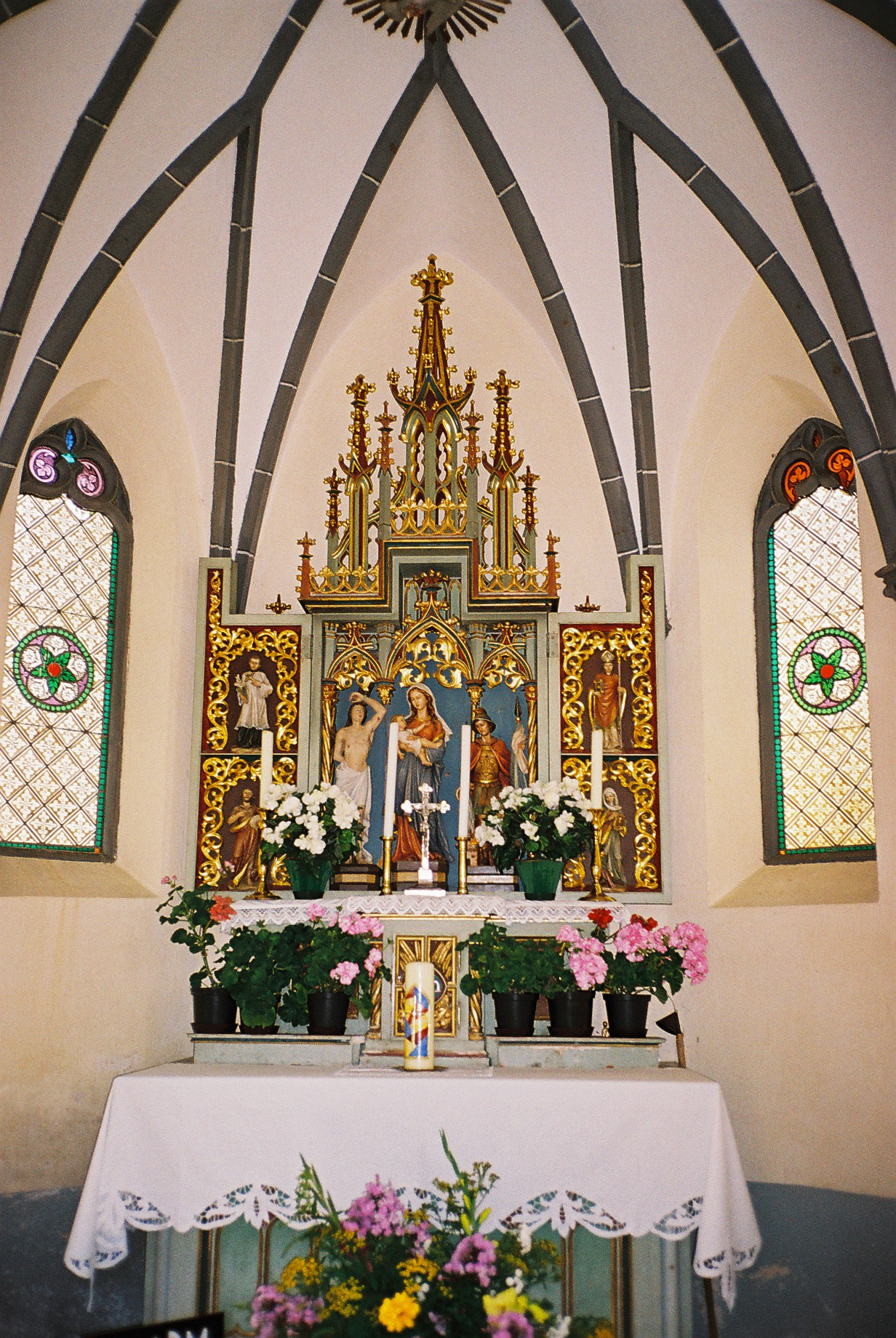
Het interieur van de Sint-Florianuskapel